# Urejaza
Urejaza (EC 3.5.1.5, Urease) je enzim sa sistematskim imenom ureja amidohidrolaza. Ovaj enzim katalizuje sledeću hemijsku reakciju
ureja + H2O {\displaystyle \rightleftharpoons } 2 + 2 NH3
Ovaj enzim sadrži nikal.

## Spoljašnje veze
- Urease на 